# Optometrie

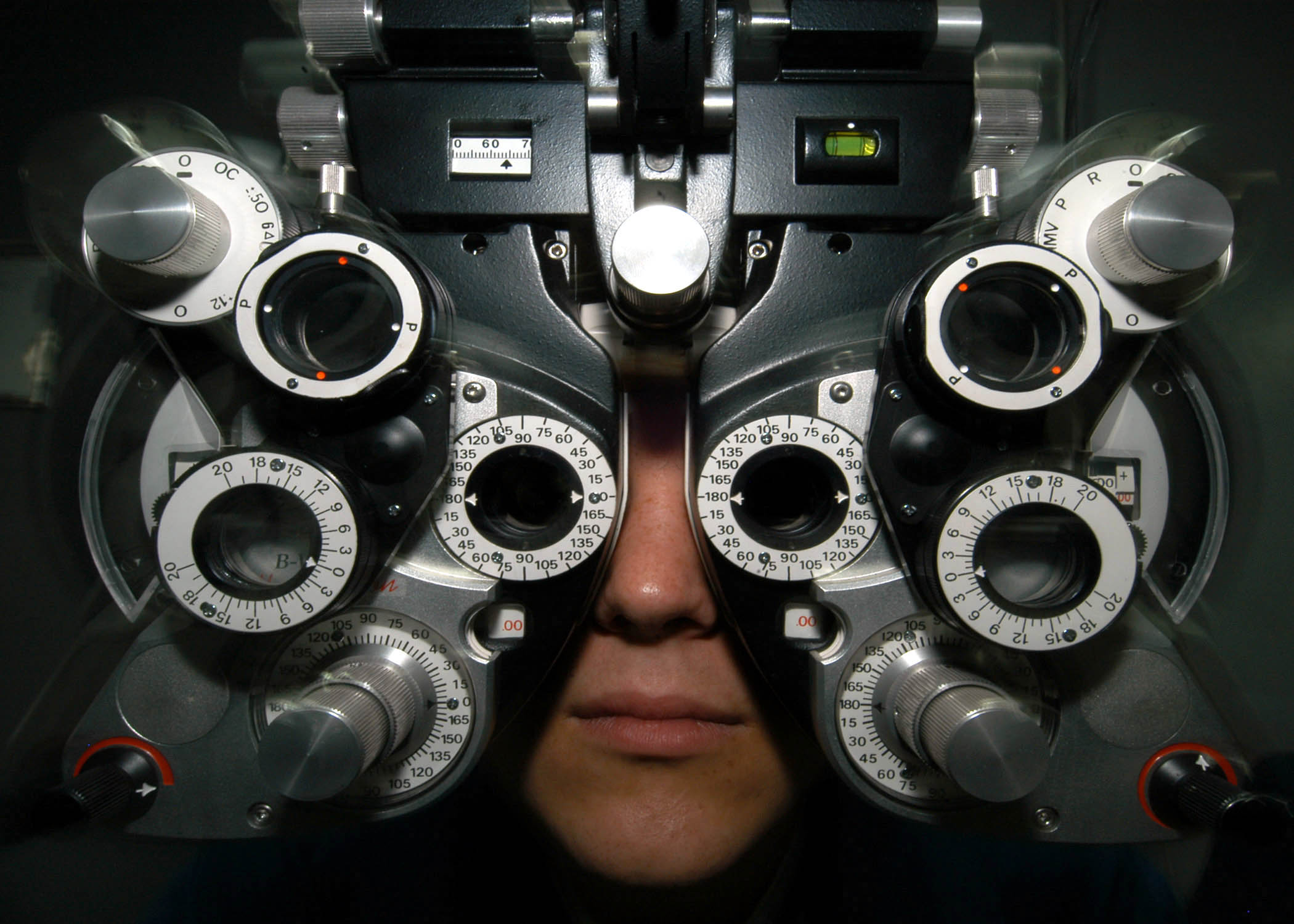
Opmeten van de benodigde sterkte van de brilglazen

Optometrie (of oogmeetkunde) is een wetenschap waarbij met behulp van metingen afwijkingen aan de ogen geconstateerd kunnen worden.
De Arabische wiskundige Ibn al-Haytham wordt wel gezien als de grondlegger van de optometrie, omdat hij als eerste studie deed naar de reflectie van licht op gekromde oppervlakten.

## Beroep
Een optometrist sluit mogelijke medische oorzaken van oogafwijkingen uit en schrijft, zo nodig, corrigerende brillenglazen, contactlenzen of andere optische hulpmiddelen voor. Tevens kan de optometrist visueel therapeutische adviezen en oefeningen geven. Als er een pathologische reden ten grondslag ligt aan de oorzaak van visuele klachten dan zal de optometrist rapporteren c.q. doorverwijzen naar de huisarts en oogarts.
Het beroep van optometrist is sinds 15 november 2000 in Nederland wettelijk erkend en beschermd onder artikel 34 van de wet BIG. In vergelijking met een opticien (Nederland: opleiding MBO niveau 4) is de optometrist hoger en breder opgeleid. Zodoende neemt de optometrist steeds meer taken van huisarts en oogarts over in de eerste lijn van de gezondheidszorg aangaande de oogzorg.

Optometristen zijn in Nederland georganiseerd in de Optometristen Vereniging Nederland (OVN) en geregistreerd bij het Kwaliteitsregister Paramedici (StKP).
Optometristen werken over het algemeen in optiekbedrijven, oogklinieken, en andere oogzorginstellingen.

## Opleiding
In Nederland wordt een optometrist opgeleid in het Hoger beroepsonderwijs tot Bachelor in de optometrie aan de Hogeschool Utrecht. Tevens wordt er gewerkt aan een (beroeps)master in de optometrie in Nederland. Nu moet men daarvoor nog naar Groot-Brittannië of Duitsland.
Voor België zijn de opleidingsvoorwaarden van het beroep orthoptist-optometrist vastgelegd in het koninklijk besluit van 7 oktober 2022. 
In Vlaanderen is de opleiding orthoptist-optometrist een specialisatie binnen de professionele bachelor oogzorg en wordt beschouwd als knelpuntberoep. 